# Aeródromo Krish Persaud
El aeródromo Krish Persaud (LID: MP24) es un aeródromo que sirve al distrito de Chame, provincia de Panamá Oeste, Panamá.
El aeropuerto se ubica a 4 km de la costa del golfo de Panamá. 
La baliza no direccional de la isla de Taboga (Ident: TBG) y su VOR-DME (Ident: TBG) está a 22,9 millas náuticas (42,4 km) del estenordeste del aeropuerto.

## Historia
Durante la Segunda Guerra Mundial la facilidad fue usada como un aeródromo militar auxiliar de la base aérea de Howard como parte de la defensa del Canal de Panamá.

## Aerolíneas y destinos
| Aerolíneas           | Ciudades                                 | Alianza |
| -------------------- | ---------------------------------------- | ------- |
| Air Panama 1 destino | Nacionales: (1) Ciudad de Panamá-Albrook | N/A     |